# Vauchignon
Vauchignon korábbi község (település) Franciaországban, Côte-d’Or megyében. 2017. január 1-jén Cormot-le-Grand községgel egyesült és Cormot-Vauchignon új község része lett.
Lakosainak száma 42 fő (2013). Vauchignon Santosse, Cormot-le-Grand és La Rochepot községekkel határos.

## Népesség
A település népessége az elmúlt években az alábbi módon változott:
| Lakosok száma | 35   | 29   | 42   | 45   | 50   | 38   | 39   | 42   |
|               | 1968 | 1975 | 1982 | 1990 | 1999 | 2006 | 2011 | 2013 |